# Ligue 1 2009-10
El 8 d'agost del 2009 tenia lloc la primera jornada de la Ligue 1 2009-10. Els últims partits del campionat es disputaren el 15 de maig del 2010.
L'Olympique de Marseille guanyà el seu novè títol, després d'una sequera de disset anys, des de la Ligue 1 1991-92.

## Ascensos i descensos
Equips ascendits de la Ligue 2 2008-09
- 1r RC Lens
- 2n Montpellier HSC
- 3r US Boulogne

Equips descendits de la Ligue 1 2008-09
- 18è SM Caen
- 19è FC Nantes
- 20è Le Havre AC

## Classificació[1]
J = Partits jugats; G = Partits guanyats; E = Partits empatats; P = Partits Perduts; GF = Gols favor; GC = Gols contra; Dif = Diferència gols; Pts = Punts; Notes = Apunts posició
| Campió Ligue 1 2009-10          |
| ------------------------------- |
| Olympique de Marseille 9è Títol |

## Estadístiques

### Màxims golejadors[2]
| Jugador        | Gols | Equip                  |
| -------------- | ---- | ---------------------- |
| Mamadou Niang  | 18   | Olympique de Marseille |
| Kévin Gameiro  | 17   | FC Lorient             |
| Mevlüt Erdinç  | 15   | Paris Saint-Germain    |
| Lisandro López | 15   | Olympique de Lió       |
| Ireneusz Jeleń | 14   | AJ Auxerre             |

### Assistències[3]
| Jugador              | Assistències | Equip                  |
| -------------------- | ------------ | ---------------------- |
| Lucho González       | 11           | Olympique de Marseille |
| Fahid Ben Khalfallah | 10           | Valenciennes FC        |
| Marama Vahirua       | 10           | FC Lorient             |
| Daniel Niculae       | 9            | AJ Auxerre             |
| Jimmy Briand         | 8            | Stade Rennais FC       |